# I Feel Alive
I Feel Alive è il singolo di debutto del cantante israeliano Imri Ziv, scritto e composto da Dolev Ram e Penn Hazut e pubblicato il 9 marzo 2017.
Il 13 febbraio 2017 Imri Ziv ha vinto il talent show HaKokhav HaBa, utilizzato come processo di selezione per il rappresentante israeliano per l'Eurovision, ottenendo i consensi del 74% del pubblico. La sua canzone, I Feel Alive, è stata scelta da una giuria di esperti selezionata dall'ente televisivo israeliano IBA. Imri canterà nella seconda metà della seconda semifinale dell'Eurovision Song Contest 2017, che si svolgerà a Kiev l'11 maggio, competendo con altri 18 artisti per aggiudicarsi uno dei dieci posti nella finale del 13 maggio.